# Challenger de Curitiba 2023
El torneo Curitiba Challenger 2023, denominado por razones de patrocinio Festval Challenger fue un torneo de tenis perteneció al ATP Challenger Tour 2023 en la categoría Challenger 75. Se trató de la 2ª edición; el torneo tuvo lugar en la ciudad de Curitiba (Brasil), desde el 23 de octubre hasta el 29 de octubre de 2023 sobre pista de tierra batida al aire libre.

## Jugadores participantes del cuadro de individuales
| Favorito | País                       | Jugador                | Rank1 | Posición en el torneo |
| -------- | -------------------------- | ---------------------- | ----- | --------------------- |
| 1        | Bandera de Argentina       | Juan Manuel Cerúndolo  | 99    | Primera ronda         |
| 2        | Bandera de Argentina       | Thiago Agustín Tirante | 111   | Segunda ronda         |
| 3        | Bandera de Argentina       | Francisco Comesaña     | 117   | Segunda ronda         |
| 4        | Bandera de República Checa | Vít Kopřiva            | 122   | Primera ronda         |
| 5        | Bandera de Bolivia         | Hugo Dellien           | 129   | CAMPEÓN               |
| 6        | Bandera de Brasil          | Felipe Meligeni Alves  | 142   | Segunda ronda         |
| 7        | Bandera de Argentina       | Mariano Navone         | 146   | Baja                  |
| 8        | Bandera de Argentina       | Camilo Ugo Carabelli   | 148   | Segunda ronda         |
| 9        | Bandera de Italia          | Luciano Darderi        | 157   | Semifinales           |

- 1 Se ha tomado en cuenta el ranking del 16 de octubre de 2023.

### Otros participantes
Los siguientes jugadores recibieron una invitación (wild card), por lo tanto ingresan directamente al cuadro principal (WC):
- Gustavo Ribeiro de Almeida
- Wilson Leite
- Orlando Luz

Los siguientes jugadores ingresan al cuadro principal tras disputar el cuadro clasificatorio (Q):
- Mateus Alves
- Pedro Boscardin Dias
- Daniel Dutra da Silva
- Arklon Huertas del Pino
- Gilbert Klier Júnior
- Nicolas Zanellato

## Campeones

### Individual Masculino
- Hugo Dellien derrotó en la final a  Oliver Crawford, 7–6(6), 4–6, 7–6(1)

### Dobles Masculino
- Guido Andreozzi /  Ignacio Carou derrotaron en la final a  Diego Hidalgo /  Cristian Rodríguez, 6–4, 6–4